# Eyes Set to Kill
Gli Eyes Set to Kill (anche abbreviato in ESTK) sono un gruppo musicale post-hardcore statunitense formatosi a Phoenix, Arizona. Le sorelle Alexia e Anissa Rodriguez formarono la band nel 2004. Lindsey Vogt era la cantante, ma dopo la sua partenza per motivi personali, Alexia diventò cantante e chitarrista.

## Storia del gruppo

### Primi anni (2003-2007)
Il nome del gruppo deriva da una poesia composta da Alexia Rodriguez durante i tempi del liceo. La poesia parlava di un criminale i cui occhi erano impostati per uccidere, e di quanto era determinato per raggiungere il suo obiettivo. Eyes Set to Kill comincia nel 2004 come una band formata da tre membri: Alexia Rodriguez (chitarra, voce), Anissa Rodriguez (basso), e Lindsey Vogt (voce). La band cercò altri musicisti che volessero entrare nel gruppo. Nonostante condividessero il palco con diversi artisti, tra cui Chiodos, Blessthefall, Goodbye Tomorrow, My American Heart, e Greeley Estates, la formazione era in costante cambiamento ed erano ancora prive di contratto discografico. All'inizio del 2006, entrarono in formazione Alex Torres, (chitarra), Brandon Anderson (voce), e Brett Litzler (batteria). Con questa formazione, il gruppo registrò un'EP nel 2006 insieme a Larry Elyea ed il suo studio, Minds Eye Digital.

### Reach(2007-2008)
L'album di debutto degli Eyes Set to Kill, Reach, è stato pubblicato il 19 febbraio 2008. Il primo singolo dall'album è Reach, seguito poi dal secondo singolo Darling. Reach raggiunge la posizione numero 29 nella classifica Heatseekers e la posizione numero 77 nella classifica Independent, vendendo 1 900 copie nella prima settimana.

### The World Outside(2008-2009)
Il secondo album della band, The World Outside, è stato pubblicato il 2 giugno 2009. Secondo le parole di Alexia Rodriguez, l'album è "molto più cupo" di quello precedente. Il 23 aprile 2009, il gruppo ha postato la canzone Heights sulla loro pagina di Myspace. Craig Mabbitt ha partecipato come cantante alla canzone Deadly Weapons. Nella prima settimana di vendite, The World Outside ha venduto circa 2 400 copie negli Stati Uniti. L'album ha raggiunto la nona posizione della classifica Top Heatseekers di Billboard e alla posizione numero 26 nella classifica Independent Albums.
Il 7 luglio 2009, è stato annunciato che la cantante Alexia comincerà a registrare un'EP acustico, dopo essere stata ispirata a farlo eseguendo la canzone Come Home. La registrazione è cominciata l'8 luglio 2009. L'EP è in edizione limitata, ed è disponibile solo agli eventi della band.
Il 25 marzo 2010 la band ha annunciato di aver finito di registrare il loro terzo album, ma non è stata annunciata una data di pubblicazione. Il 26 marzo 2010, al Kilby Court in Salt Lake City, Utah, è stato annunciato che l'album verrà pubblicato nel giugno 2010.

### Broken Frames(2010-2012)
Il terzo album della band, chiamato Broken Frames, è uscito l'8 giugno 2010. Il primo singolo si chiama All You Ever Knew, ed è stato pubblicato il 1º aprile 2010 su revolvermag.com e sulla loro pagina di MySpace. In un'intervista, Caleb Clifton ha rivelato che Brandon Anderson aveva lasciato il gruppo:

### Masks(2013-presente)
Il quinto album della band, Masks, è stato pubblicato dalla Century Media Records il 27 settembre 2013.

## Formazione

### Formazione attuale
- Alexia Rodriguez – voce, chitarra solista, chitarra acustica, tastiera, sintetizzatore (2003–presente)
- Cisko Miranda – scream, chitarra ritmica (2010–presente)
- Anissa Rodriguez – basso, cori (2003–presente)
- Caleb Clifton – batteria, percussioni (2005–presente)

### Ex componenti
- Lindsey Vogt – voce (2003–2006)
- Spencer Merrill – scream (2003)
- Austin Vanderbur – scream (2003–2005)
- Zack Hansen – chitarra ritmica, cori (2003–2005)
- John Moody – chitarra ritmica, cori (2005–2006)
- Alex Torres – chitarra ritmica, cori (2006–2007)
- Brandon Anderson – scream, chitarra ritmica (2005–2010)
- David Phipps – batteria, percussioni (2003)
- Milad Sadegi – batteria, percussioni (2003–2005)
- Greg Kerwin – chitarra solista (2007–2011)

## Discografia
- 2008 – Reach
- 2009 – The World Outside
- 2010 – Broken Frames
- 2011 – White Lotus
- 2013 – Masks
- 2018 – Eyes Set to Kill